# 주세페 메아차
주세페 메아차(이탈리아어: Giuseppe Meazza dʒuˈzɛppe meˈattsa[*]; 1910년 8월 23일, 롬바르디아 주 밀라노 ~ 1979년 8월 21일, 롬바르디아 주 리소네)는 이탈리아의 전 축구 선수이자 감독이다. 현역 시절에 그는 1930년대 인테르나치오날레 선수로 활약하며 365번의 경기에서 242골을 폭격하며 세리에 A를 3번 우승했고, 코파 이탈리아도 들어올렸다. 그는 이후 같은 연고지의 경쟁 구단인 밀란과 토리노 연고 경쟁 구단인 유벤투스에도 몸담았고, 바레세와 아탈란타도 잠깐 거쳤다. 국가대항전에서, 그는 이탈리아 국가대표팀 일원으로 안방에서 열린 1934년 월드컵과 주장으로서 참가한 1938년 월드컵에서 2번의 월드컵을 연속으로 우승했고, 대회의 선수단에 이름을 올렸다. 메아차는 역대 최고의 선수로 거론되기도 하며, 이탈리아의 역대 최고 선수로 평하는 이들도 다수 있다. 그들 중 주세페 프리스코와 잔니 브레라는 그가 역대 축구 선수들 중에 으뜸이었다고 평가했다.
메아차는 조반니 페라리, 기도 마세티, 그리고 에랄도 몬첼리오와 함께 2번의 월드컵을 우승한 이탈리아의 4명밖에 되지 않는 선수 명단에 이름을 올렸다. 은퇴 후, 그는 이탈리아 국가대표팀의 지휘봉을 잡기도 했고, 선수 시절 활약했던 인테르나치오날레와 아탈란타, 프로 파트리아와 튀르키예의 베식타시를 비롯해 여러 이탈리아 구단들을 지휘했다. 그는 1952년 하계 올림픽에서 이탈리아 선수단을 지휘했다.
그는 기술력, 골 결정력, 창의성 덕에 현역 시절에 이탈리아 언론들은 그를 "천재"(il genio)라는 별칭으로 수식했다. 그는 월드컵 역사상 최고의 선수 4위에 이름을 올렸다. 골 결정력이 뛰어난 공격수인 메아차는 현역 시절 3차례 세리에 A 득점왕에 올랐다. 세리에 A에서 216번 골망을 흔든 그는 세리에 A 역대 최다 득점 4위로 조제 알타피니와 기록이 같고, 33골로 이탈리아 국가대표팀 역대 최다 득점 2위이다. 모든 대회를 통틀어 338골을 넣은 그는 모든 대회 통합 이탈리아 역사상 최다 득점 3위에 이름을 올렸다. 그는 세리에 A 역대 최연속 100골 득점자로, 이 기록을 달성할 당시 그의 나이는 23세 32일이었다. 고향 밀라노의 최대 경기장인 산 시로는 그의 두 전 소속 구단인 인테르나치오날레와 연고지 경쟁 구단인 밀란이 공유하는데, 1980년 3월 3일에, 그를 기리기 위해 주세페 메아차 경기장(Stadio Giuseppe Meazza)으로 개칭되었다. 2011년, 그는 사후 명예로 이탈리아 축구 명예의 전당에 헌액되었다. 메아차는 친선경기를 포함해 현역 시절에 총 546골을 기록했다.

## 유년 시절
메아차는 밀라노의 포르타 비토리아 출신이다. 1917년, 그가 7세였을 때 그는 부친은 제1차 세계 대전에서 전사했고, 그의 홀어머니가 페페를 밀라노에서 홀로 키웠고, 메딜리아 출신의 에르실리아가 그녀의 시장 청과상 일을 도왔다. 주세페 메아차는 6세에 "마에스트리 캄피오네시"(Maestri Campionesi)라는 구단명을 쓰는 구단에서 맨발로 걸레 뭉처서 만들어진 공을 차며 축구를 시작했다. 12세가 되었을 때, 그의 모친은 축구인으로서 경력을 좇아도 된다는 허락을 받고 글로리아에 입단했다. 이 시기에 축구 열성 지지자가 메아차에게 첫 축구화 한 켤레를 건낸 것으로 알려져 있다.
14세 당시, 메아차는 밀란 입단을 희망했지만, 밀란은 그가 몸이 작다는 이유로 입단을 거절했다. 그는 대신 밀란의 같은 연고지 경쟁 구단인 인테르나치오날레에 입단하게 되었다.
메아차의 별칭 "꼬마"(il Balilla)는 1927년에 동료 선배였던 레오폴도 콘티가 밀라노 방언으로 "페핀"(Peppìn)을 그리 부른다 생각했고, 그가 1군에 합류할 당시 불과 17세밖에 되지 않았기 때문이었다. 콘티는 심지어 인테르나치오날레의 베이시 아르파드 감독이 그를 대신해 메아차의 신고식 기회를 주기로 결정하자 다음과 같이 경악하며 말했다: "이젠 꼬마한테 경기를 뛰게 하겠다고!" 1926년에 설립된 8세에서 14세까지의 파시스트 유소년단인 전국 소년 노동단(Opera Nazionale Balilla)이 설립되었기 때문에 콘티는 그를 꼬마(balilla)라는 별칭이 적절하다고 보았다. 한편, 메아차는 공식 신고식을 치른 경기에서 2골을 뽑아내며, 콘티의 말문이 막히게 만들었다.

## 클럽 경력

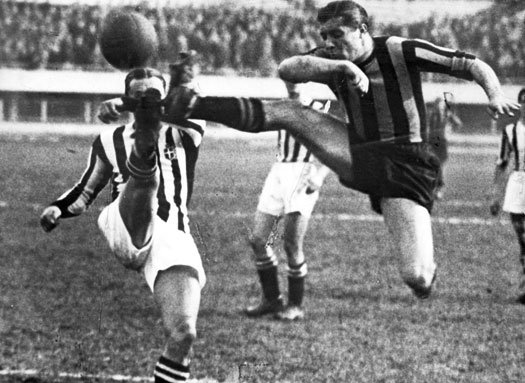
인테르나치오날레의 주세페 메아차

### 인테르나치오날레
메아차는 첫 프로 경기에서 2골을 기록했는데, 1927년 9월 12일에 열린 밀라네세 우니오네 스포르티바와의 코파 볼타 디 코모 경기에서 6-2 승리를 견인했다. 이튿날, 이탈리아 스포츠 언론 가체타 델로 스포르트(La Gazzetta dello Sport)는 그의 활약상이 "지능적이며, 신선하고, 빠릿빠릿했다"고 칭찬했다. 메아차는 2023년 기준으로 세리에 A 1년차에 최다 득점을 한 선수로 이름을 올리고 있는데, 1929-30 시즌에 31골을 기록했다. 이듬해, 그는 1경기 5골을 기록했는데, 이를 한 시즌에 2번씩이나 해냈다: 1929년 1월 6일, 그는 9-1로 이긴 피스토이에세전에서, 1929년 3월 17일에  9-0으로 이긴 베로나와의 경기에서 각각 5골씩 집어넣었다. 1928-29 시즌에 세운 또다른 기록은 1929년 5월 12일에 베네치아와의 경기에서 6골을 폭격하며 10-2 대승을 견인한 것이었다. 1930년 4월 27일, 인테르나치오날레는 밀라노에서 로마를 처음으로 상대했다. 인테르나치오날레는 이 경기에서 6-0으로 이겼는데, 이 과정에서 메아차는 4골을 기록했고, 이 중 3골은 경기 시작 3분 만에 기록한 것이었다.
메아차가 뛰는 인테르나치오날레는 1930년, 1938년, 그리고 1940년에 3번 리그 우승을 거두었고, 1939년에는 구단 사상 첫 코파 이탈리아도 들어올렸다. 1930년 리그 우승의 향방을 결정짓는 경기에서, 그는 제노아를 상대로 해트트릭을 기록하여 0-3으로 끌려가는 경기를 동점으로 끝냈다. 그는 세리에 A에서 득점왕에도 3번(1930년, 1936년, 1938년)에 올랐고, 세리에 A 개편 이전인 1929년에도 득점왕에 올랐고, 미트로파컵 득점왕도 1930년(7골), 1933년(5골), 그리고 1936년(10골)에 3번 차지했다그는 1933년 대회를 준우승으로 마무리했다.

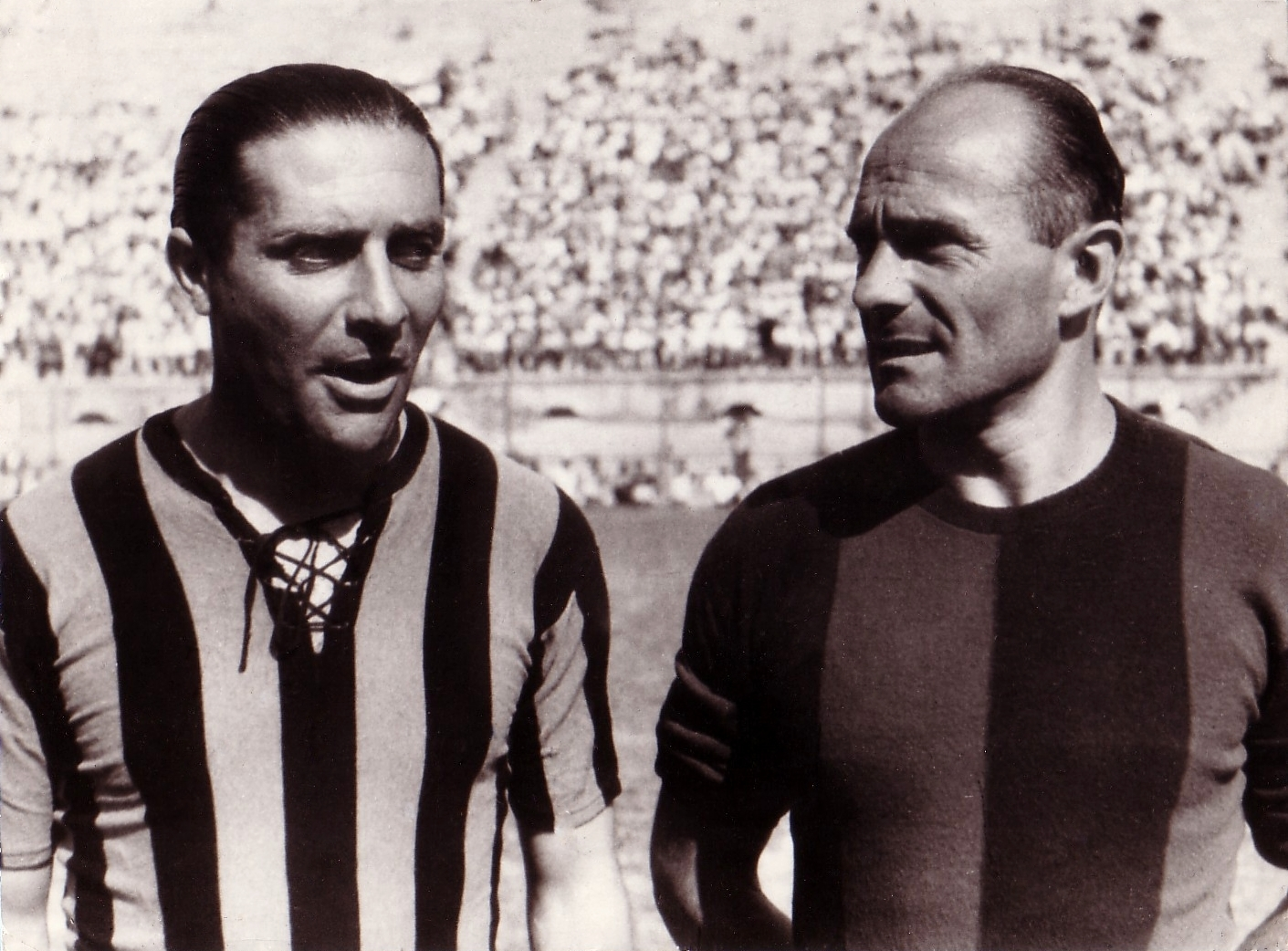
주세페 메아차와 아메데오 비아바티

1937-38 시즌, 암브로시아나가 바리를 9-2로 대파할 때, 그는 5골을 기록했다. 그 다음 주 메아차는 루케세를 상대로도 해트트릭을 완성했다. 그는 인테르나치오날레 동료 페라리스 2호, 페라리, 그리고 로카텔리와 함께 푸른 군단의 1938년 프랑스 월드컵 우승 주역이 되었다. 같은 해, 인테르나치오날레는 통산 4번째 방패를 땄고, 1939년에는 사상 첫 코파 이탈리아 우승을 차지했다.

### 밀란과 이후 행보
메아차는 부상으로 1938-39 시즌과 1939-40 시즌 대부분을 결장하였고, 인테르나치오날레에 헌신하기로 맹세했던 그였으나, 1940년 11월 28일에 밀란으로 이적했다. 메아차는 이후 유벤투스, 바레세, 그리고 아탈란타에도 몸담았다. 그는 1942년 10월 18일에, 토리노와의 몰레 안토넬리아나 더비 경기에서 유벤투스 첫 경기를 치렀다. 그는 이 시즌에 현역 시기 마지막으로 두 자리수 득점을 올렸고, 유벤투스는 이 시즌 리그를 3위로 마무리했다. 그 후, 세리에 A와 코파 이탈리아가 제2차 세계 대전이 전국적으로 확산하면서 중단되었다.

### 인테르나치오날레 복귀
1946년, 그는 인테르나치오날레의 선수 겸 감독으로 복귀했다. 그는 17경기에 출전해 2골을 기록하며 강등 위기에 빠진 인테르나치오날레를 1부 리그에 잔류시켰다.

## 국가대표팀 경력
메아차는 이탈리아 국가대표팀 일원으로 1934년과 1938년 월드컵에 참가했고, 두 대회 모두 이탈리아가 우승했다. 1938년에 월드컵 우승을 주장으로서 이끈 것 외에도 조반니 페라리와 에랄도 몬첼리오와 함께 2번의 월드컵을 우승한 3명밖에 되지 않는 이탈리아 선수로 이름을 올렸다.

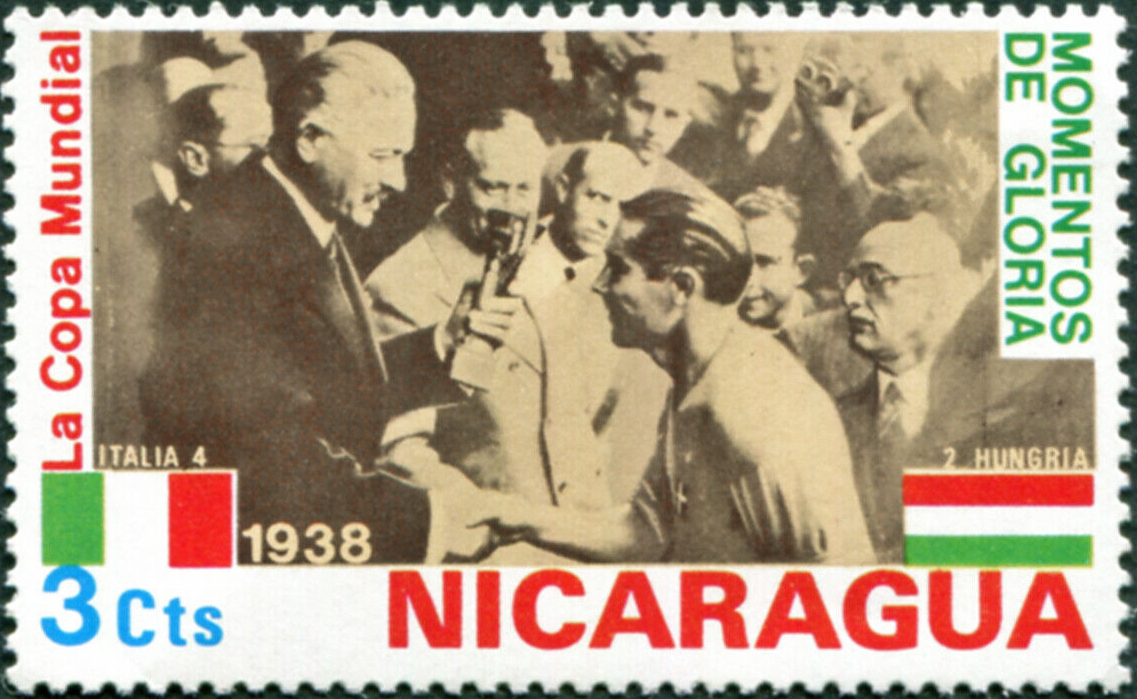
1938년 월드컵 우승 후 알베르 르브룅 대통령으로부터 트로피를 받는 메아차.

### 초기 경력
그는 1930년 2월 9일, 스위스와의 로마에서 열린 친선 경기에서 이탈리아 국가대표팀 첫 경기를 치렀다. 당시 불과 19세였던 메아차는 이 경기에서 2골(경기 37분과 39분에)을 기록해 19분 만에 0-2로 끌려가던 이탈리아가 4-2로 역전하도록 도왔다. 그 다음 경기인 1930년 3월 2일에 프랑크푸르트 암 마인에서 열린 독일전에서 메아차는 득점을 올려 2-0 승리의 주역이 되었다. 몇 달 후인 1930년 5월 11일, 그는 5-0으로 이긴 헝가리와의 경기에서 해트트릭을 완성하며 러르코시, 히르저르 티트코시 팔이 포진한 선수단을 부다페스트에서 처음으로 꺾었다. 메아차는 같은 해 이탈리아의 중부 유럽 선수권 대회 우승에 일조했다. 이 대회는 3년마다 열리는 중부 및 동부 유럽 강호들 간의 국제 대회였다.
1931년 1월 25일, 메아차는 5-0으로 이긴 프랑스와의 친선경기에서 3골을 추가했다. 그는 1931-32년 중부 유럽 선수권 대회에서도 2골을 기록했는데, 이탈리아는 이 대회를 준우승으로 마무리했다.
그는 처음 15번의 경기에서 중앙 공격수를 맡았지만, 1933년에 3-1로 볼로냐에서 이긴 독일전에서 비토리오 포초 감독의 지시에 따라 안젤로 스키아비오와 공존하기 위해 안쪽 우측 공격수를 맡아 다재다능함을 과시하였고, 이러한 역할 변화는 이탈리아는 득점력이 상승해 이듬해 월드컵을 우승하는 원동력이 되었다. 이 대회에서, 메아차는 안쪽 좌측 공격수로 다시 역할을 맡아 정상급 적응력을 재각인시켰다.

### 1934년 월드컵
이탈리아 안방에서 열린 1934년 월드컵에서, 메아차는 이탈리아의 모든 경기에 출전했다. 1934년 3월 25일, 이탈리아는 밀라노에서 그리스를 4-0으로 꺾었는데, 메아차가 2번 골망을 흔들었다. 메아차는 이어 7-1로 이긴 미국과의 대회 개막전 경기에서도 89분에 득점포를 가동했다. 이어지는 스페인과의 경기에서 조반니 페라리가 리카르도 사모라를 제치고 득점에 성공했다. 경기는 연장전 끝에 1-1로 비겨 승부를 결정짓지 못하고 이튿날 결판을 내야 했다. 메아차는 라이문도 오르시가 한쪽 구석에서 11분에 올린 공을 마무리하며 승부를 결정지었다. 이 골은 1-0 결승골이 되었다.
체코슬로바키아와의 결승전은 로마의 국가 파시스트당 국립 경기장에서 진행되었다. 90분 뒤, 양측은 1-1로 동률을 이루었다. 이탈리아는 연장전으로 돌입하면서 체력적으로 열세였는데, 이 와중에 메아차가 승부의 실마리를 잡았다. 그의 부상은 전화위복이었는데, 체코슬로바키아 수비진은 그의 견제를 느슨히 했고, 이후 그들이 생각을 바꾸도록 만들었다. 연장 시작 5분 만에, 스키아비오가 프란티세크 플라니치카 골키퍼를 넘겨 결승골을 뽑아냈다. 메아차는 대회의 선수단 일원으로 뽑혔고, 월드겁 결승전에서의 활약으로 최우수 선수로도 꼽혔다.

### 1933-35년 중부 유럽 선수권 대회
1935년, 그는 중부 유럽 선수권 대회 우승을 한 번 더 거두었다. 에랄도 몬첼리오, 라이문도 오르시, 라파엘레 콘스탄티노, 알프레도 피토, 움베르토 칼리가리스, 루이지 알레만디, 비르지니오 로세타, 그리고 잔피에로 콤비와 함께, 메아차만이 9명밖에 되지 않는(9명 모두 이탈리아인이다) 2번의 중부 유럽 선수권 대회를 우승한 선수들이었다.(1927-30년, 1933-35년) 그는 앞서 1931-32년 대회에서도 준우승을 1번 거두었다. 그에 이 대회에서 2번의 우승과 1번의 준우승을 거두었는데, 이 대회는 이후 오스트리아 합병 사건(Anschluss)로 폐지되었다. 그는 대회 역대 최다 출전 및 득점 기록을 세웠는데, 이탈리아 국가대표팀 일원으로 중부 유럽 선수권 대회 경기에 16번의 경기에서 8골을 기록했다. 8골을 기록한 대회 역대 최다 득점자로 이름이 남아 있다.

### 1938년 월드컵과 말년
프랑스에서 열린 1938년 월드컵에서 메아차는 이탈리아 선수단 주장으로 참가해 전 경기에 출전했다. 브라질과의 준결승전에서 1-0으로 앞서나갈 때 이탈리아는 실비오 피올라가 도밍구스 다 기아에 걸려 넘어져 페널티킥을 얻어냈다. 메아차는 주자로 나서서 격차를 2배로 늘릴 기회를 잡았지만, 반바지의 고무줄이 끊어져 벗겨졌다. 그는 왼손으로 바지를 잡고도 브라질 골키퍼 와우테르를 제치고 공을 깔끔하게 차넣었다. 그의 골에 힘입어 이탈리아는 브라질의 추격을 뿌리치고 2-1로 이겼고, 2회 연속 월드컵 결승 진출에 성공했다.
이탈리아의 결승전 상대는 헝가리였다. 메아차는 전반전에 실비오 피올라와 지노 콜라우시의 득점 기회를 만들어주었다. 피올라의 선제골을 도울 때, 그는 콜라우시와 공을 주고받았고, 콜라우시가 마무리해 1-0으로 앞서나갔다. 뒤이어 메아차는 공을 차넣으려는척 동작을 취해 상대를 낚아 뛰어오르게 만들었고, 공을 몰고 다른 수비수를 제친 후 피올라에 땅으로 공을 굴려 넘기고 득점할 수 있게 만들었다. 전반전 종료 10분을 남겨놓고, 이번에는 페라리와 메아차가 공을 주고받았고, 메아차는 견제받지 않는 콜라우시를 포착해 공을 넘겼고, 콜라우시는 골을 추가해 전반을 3-1로 끝냈다. 대회 후, 프랑스 대회에서 5골을 기록한 피올라는 자신이 우승을 위해 맹활약한 공로를 동료에게 돌렸다: "월드컵에서, 저는 메아차와 페라리 덕에 버틸 수 있었습니다"
그는 1939년 7월 20일, 국가대표팀 첫 경기를 치른 지 9년이 되는 해에 마지막 국가대표팀 경기를 치렀는데, 헬싱키의 올림픽 경기장에서 주장으로서 핀란드전을 치러 이탈리아의 3-2 승리를 함께했다. 메아차는 1930년부터 1939년까지 이탈리아 국가대표팀 경기에 53번 출전해 단 6경기만을 패했고, 33골을 기록했다. 그는 이탈리아 국가대표팀 역대 최다 득점 2위로, 그보다 많은 국가대표팀 득점 선수는 루이지 리바뿐이다.

## 경기 방식
"저는 펠레가 뛰는 것도 보았습니다. 그는 메아차의 우아한 경기 방식에 견주어 볼 수 없습니다. 언제 한 번 원형 구장을 찾았을 때, 저는 뭔가 놀라운 것을 하는 걸 목격했습니다: 그는 가위차기로 공을 멈추게 하고, 지상에서 2m 가량 뛰어올랐죠. 그리고는 공이 풀로 붙인 것 같이 발에 붙이고 착지했고, 수비수를 제치며 공을 몰아 놀래키고, 특유의 비꼬는 듯한 밀리미터 단위의 정확한 마무리로 득점을 올렸습니다."— 루이지 베로넬리

메아차는 비록 유소년부 초창기에 측면 수비를 맡았지만, 전방의 스트라이커나 중앙 공격수로 프로 무대 신고식을 치렀고, 현역 시절 대부분을 안쪽 좌측 공격수나 훗날 안쪽 측면 자원(mezzala)로 불리는 역할을 맡았고, 같은 역할을 우측에서도 잘 수행했다. 그는 공격형 미드필더로서 기술적으로 물이 올랐고, 창의성도 경지에 달했고, 중앙 미드필더나 후방 플레이메이커로도 말년에 활약했다. 그는 깔끔한 마무리와 매혹적인 공몰이 기술로 득점으로 연결되는 날카로운 공넘김도 일품이었다. 비록 당시의 평균적인 신장에 튼실한 신체 조건을 지녔던 메아차는 머리로도 득점을 잘 올렸으며, 공중에서 곡예사와 같은 날렵한 움직임도 선보였다. 선수로서의 역량 외에도, 그는 현장에서 지도자적 역량을 뽐냈다.
메아차는 국제적 유명세를 탄 첫 이탈리아 선수로도 평가되는데, 개인 후원사를 둔 초창기 선수였다. 보다 차분한 동료이자 국가대표팀 일원으로, 경쟁 구단에서 뛰며 메아차와 자주 비교되던 실비오 피올라와 대조되게 그는 경기장 안팎에서 많은 관심을 받은 인물로도 회자된다. 그는 상부개폐형 차, 샹파뉴, 그리고 여색을 즐겼고, 국가대표팀 내에서 유일하게 흡연이 가능했던 인물이기도 했다. 메아차는 상대 정상급 수비수를 능욕하는 것으로도 유명했고, 경기 전날 홍등가에서 하루를 묵는 것으로도 알려졌다. 그는 흠잡을 데 없는 공을 다루는 능력으로, 탄탄한 수비 조차도 공포를 느끼게 만들어 양발로 후방에서 견제하는 것조차 망설이게 만들었다. 그리 효율적인 선수는 아니었고, 훈련이 완료될 때까지도 잠자리에 나오지 않는 근면함과는 척을 지는 선수이기도 했다. 그는 탱고에도 심취해 이 영역에 소질이 있어 경기장에서 예측하기 어렵게 만들었고, 폭스-트롯 방식으로 득점을 올릴 수도 있었다.
그는 공몰이의 달인으로 빠르지만, 군더더기와 흐트러짐이 없었고, 비록 크지 않았지만, 공중 경합에 두각을 나타냈다. 메아차는 수 많은 득점 기회를 만들어내며 동료의 득점을 돕기도 했다. 그는 감기는 "낙엽 전법"(a foglia morta) 마무리를 프리킥 상황에서 만들어 득점을 올렸기에 골키퍼들의 고민을 깊게 만들었다. 공격형 플레이메이커로 그는 공넘김이 좋고, 양발을 다 잘 썼으며, 시야가 넓었고, 공을 잡고도 균형과 주력을 유지했고, 공을 잡고 마음대로 돌고 제어했다.
그의 가장 회자되는 골로는 중앙선에서 공을 회수해 상대 수비를 발끝으로 휘젓고 돌아 여럿 제치고, 문전까지 도달해 먼추어 골키퍼가 투우사처럼 접근하게 놔둔 뒤, 마무리를 하는 척 낚고, 공을 몰아 골키퍼도 제치고 간단히 골망을 흔들었다. 원정 경기에서, 수비수는 그를 반칙을 범하거나 해코지를 해 망신당하는 사태를 막았다. "메아차의 골"(Gol alla Meazza)과 "메아차의 마무리"(finte alla Meazza)라는 표현은 메아차의 공몰이나 속임수로 득점을 연결하는 감각적인 득점을 묘사하는데 이탈리아 축구 지지자들 사이에 널리 돌았다. "유도"(ad invito) 후 연결된 득점은, 골키퍼를 끌어들여 따돌려 공을 모는 것 또한 널리 돈 표현이었다. 정확한 페널티킥 주자인 메아차는 한때 "페널티킥 주자로 나서서 속임수를 알아보지 모하는 골키퍼에 막힌 것보다 나쁜 것은 없다"라고 말했다.

### 평가
메아차는 당대 정상급 선수로 널리 정평이 났고, 역대 최고의 선수는 물론 이탈리아의 가장 위대한 선수로 스포츠게에서 평가된다.
이탈리아의 월드컵 2회 연속 우승을 이끈 비토리오 포초 감독은 메아차에 다음과 같이 평했다: "그는 타고난 공격수입니다. 그는 경기를 보고, 상태를 파악하고, 조심스럽게 공을 배급하여 공격진이 굴러가게 만들었습니다. 그가 출격하는 경기는 1-0으로 앞서나가며 시작하는 것과 같았습니다."
잔니 브레라 스포츠 기자는 메아차를 역대 최고의 축구 선수로 평했고, 완전체 중앙 미드필더이자 발빠른 곡예사와 같았기에 "폴베르"(Il Folber)라는 별칭을 붙이고, 경기 방식을 "파소-투토-미"(fasso-tuto-mi)라고 묘사했다. 메아차에 대해 브레라는 다음과 같이 평했다: "그는 흥미로운 브라질과 아르헨티나 선수들과 어깨를 나란히 할 유일한 이탈리아 선수였다." 1979년, 메아차가 영면에 든 후 브레라는 다음과 같이 회상했다: "이 세상에 위대한 축구 선수들은 많고, 누군가는 그보다 더 강하고 꾸준하기도 했겠지만, 우리에게 그의 갑작스러운 환영인사, 독창적인 질주, 그의 위압적이면서 거들먹거림 없는 공몰이, 단독으로 만년 맴도는 희생양을 찾는 질주, 상대 골키퍼를 맞이하는 것만한 것은 없었습니다."
1963년에 인테르나치오날레의 부회장으로 취임한 페피노 프리스코는 구단에서 들 수 있는 모든 대회를 우승했지만, 메아차를 역대 최고 선수로 평했고, 그에게 다음과 같이 말했다: "메아차는 위대했고, 무적이었습니다, 비록 그는 향락에 깊이 빠지고 노름에 심취하여 무시무시한 시련과 맞딱뜨리기도 했지만, 말입니다. 그는 현장에 나왔을 때, 입이 떡벌어지는 솜씨를 보였습니다"
브루노 아카리 4호는 밀란에서 메아차와 한배를 타고 이후 감독을 맡았는데, "페피노 [메아차는] 전술에 대해 듣고 싶지 않아 했습니다. 그는 단순한 인물로 문전에 진입해 펠레에 견줄 수 기술력으로 왕처럼 행차하고 싶은 인물이었습니다."라고 평했다.

## 최후

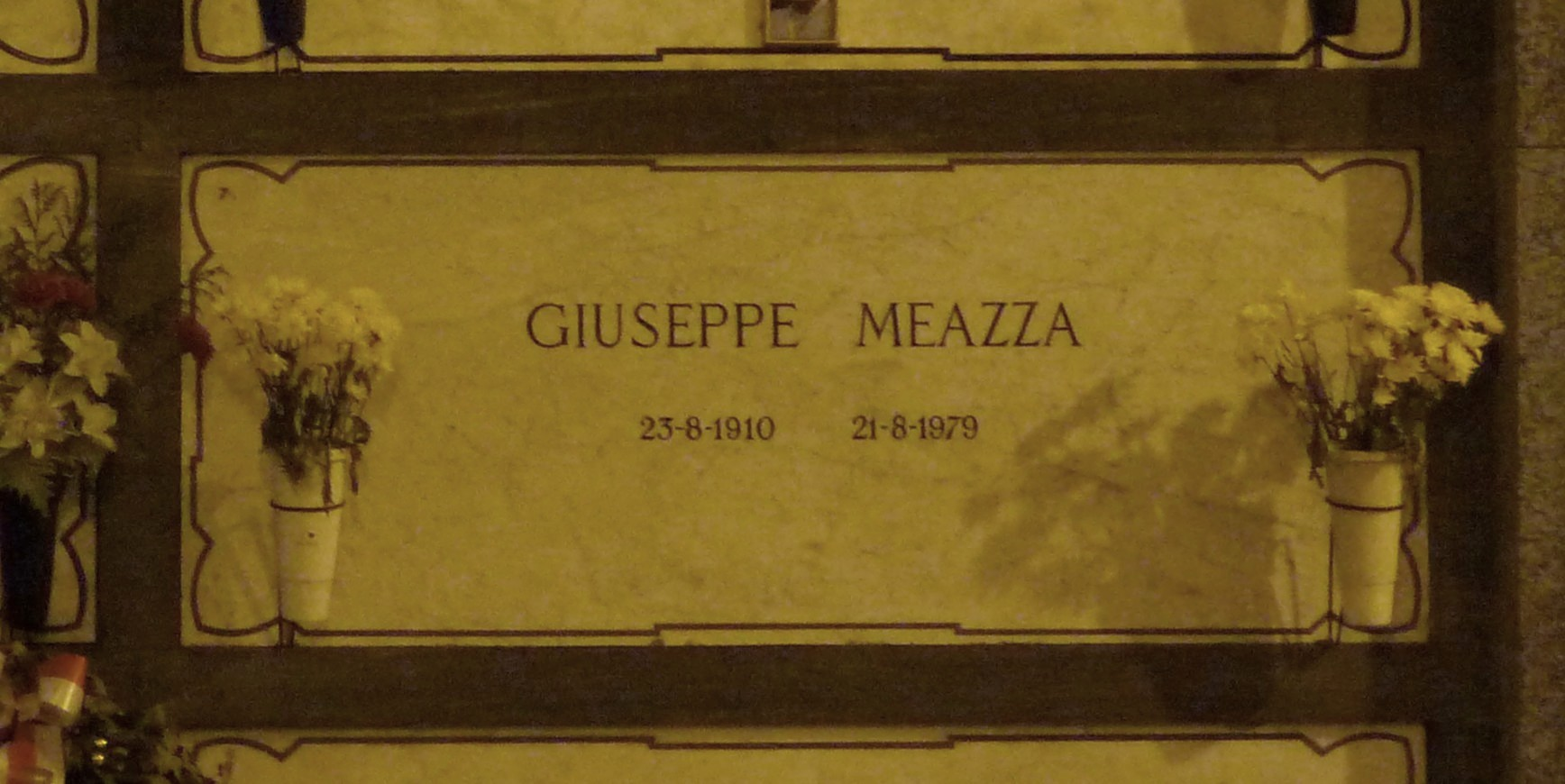
2015년 밀라노 추모비 공원의 메아차 묘

1979년 8월 21일, 메아차는 췌장 지병으로 리소네에서 자신의 69번째 생일을 이틀 앞두고 영면에 들었다. 그는 밀라노 추모비 공원에 묻혔다.

## 경력 통계

### 클럽
| 시즌             | 클럽      | 리그                  | 리그 | 리그 | 컵   | 컵 | 유럽 | 유럽 | 기타 | 기타 | 합계 | 합계 |
| 시즌             | 클럽      | 리그명                | 출장 | 골   | 출장 | 골 | 출장 | 골   | 출장 | 골   | 출장 | 골   |
| ---------------- | --------- | --------------------- | ---- | ---- | ---- | -- | ---- | ---- | ---- | ---- | ---- | ---- |
| 인테르나치오날레 | 1927–28   | 디비시오네 나치오날레 | 33   | 12   |      |    |      |      |      |      | 33   | 12   |
| 인테르나치오날레 | 1928–29   | 디비시오네 나치오날레 | 29   | 33   |      |    |      |      |      |      | 29   | 33   |
| 인테르나치오날레 | 1929–30   | 세리에 A              | 33   | 31   |      |    |      |      |      |      | 33   | 31   |
| 인테르나치오날레 | 1930–31   | 세리에 A              | 34   | 24   |      |    |      |      | 6    | 7    | 40   | 31   |
| 인테르나치오날레 | 1931–32   | 세리에 A              | 28   | 21   |      |    |      |      |      |      | 28   | 21   |
| 인테르나치오날레 | 1932–33   | 세리에 A              | 32   | 20   |      |    |      |      |      |      | 32   | 20   |
| 인테르나치오날레 | 1933–34   | 세리에 A              | 32   | 21   |      |    |      |      | 6    | 5    | 38   | 26   |
| 인테르나치오날레 | 1934–35   | 세리에 A              | 30   | 18   |      |    |      |      | 2    | 3    | 32   | 21   |
| 인테르나치오날레 | 1935–36   | 세리에 A              | 29   | 25   | 2    | 1  |      |      | 2    | 2    | 33   | 28   |
| 인테르나치오날레 | 1936–37   | 세리에 A              | 26   | 11   | 4    | 3  |      |      | 6    | 10   | 36   | 24   |
| 인테르나치오날레 | 1937–38   | 세리에 A              | 26   | 20   | 4    | 8  |      |      |      |      | 30   | 28   |
| 인테르나치오날레 | 1938–39   | 세리에 A              | 16   | 4    | 6    | 0  |      |      | 4    | 2    | 26   | 6    |
| 인테르나치오날레 | 1939–40   | 세리에 A              | 0    | 0    |      |    |      |      | 1    | 0    | 1    | 0    |
| 인테르나치오날레 | 합계      | 합계                  | 348  | 240  | 16   | 12 |      |      | 27   | 29   | 391  | 282  |
| 밀란             | 1940–41   | 세리에 A              | 14   | 6    | 1    | 0  |      |      |      |      | 15   | 6    |
| 밀란             | 1941–42   | 세리에 A              | 23   | 3    | 4    | 2  |      |      |      |      | 27   | 5    |
| 유벤투스         | 1942–43   | 세리에 A              | 27   | 10   |      |    |      |      |      |      | 27   | 10   |
| 바레세           | 1944      | 알타 이탈리아         | 20   | 7    |      |    |      |      |      |      | 20   | 7    |
| 아탈란타         | 1945–46   | 디비시오네 나치오날레 | 14   | 2    |      |    |      |      |      |      | 14   | 2    |
| 인테르나치오날레 | 1946–47   | 세리에 A              | 17   | 2    |      |    |      |      |      |      | 17   | 2    |
| 경력 합계        | 경력 합계 | 경력 합계             | 463  | 270  | 21   | 14 |      |      | 27   | 29   | 511  | 313  |

### 국가대표팀
| 국가대표팀 | 연도 | 출장 | 골 |
| ---------- | ---- | ---- | -- |
| 이탈리아   | 1930 | 5    | 6  |
| 이탈리아   | 1931 | 6    | 5  |
| 이탈리아   | 1932 | 4    | 2  |
| 이탈리아   | 1933 | 5    | 5  |
| 이탈리아   | 1934 | 9    | 7  |
| 이탈리아   | 1935 | 3    | 2  |
| 이탈리아   | 1936 | 4    | 2  |
| 이탈리아   | 1937 | 5    | 1  |
| 이탈리아   | 1938 | 6    | 3  |
| 이탈리아   | 1939 | 6    | 0  |
| 합계       | 합계 | 53   | 33 |

### 국가대표팀 득점 기록
아래의 점수에서 왼쪽의 점수가 이탈리아의 점수이다.
| #  | 날짜             | 경기장                                     | 상대         | 점수 | 최종결과 | 대회                            |
| -- | ---------------- | ------------------------------------------ | ------------ | ---- | -------- | ------------------------------- |
| 1  | 1930년 2월 9일   | 이탈리아 로마 국가 파시스트 국립 경기장    | 스위스       | 3–2  | 4–2      | 친선경기                        |
| 2  | 1930년 2월 9일   | 이탈리아 로마 국가 파시스트 국립 경기장    | 스위스       | 4–2  | 4–2      | 친선경기                        |
| 3  | 1930년 3월 2일   | 독일 프랑크푸르트 암 마인 발트슈타디온     | 독일         | 2–0  | 2–0      | 친선경기                        |
| 4  | 1930년 5월 11일  | 헝가리 부다페스트 윌뢰이 우티 스타디온     | 헝가리       | 1–0  | 5–0      | 1927-30년 중부 유럽 선수권 대회 |
| 5  | 1930년 5월 11일  | 헝가리 부다페스트 윌뢰이 우티 스타디온     | 헝가리       | 2–0  | 5–0      | 1927-30년 중부 유럽 선수권 대회 |
| 6  | 1930년 5월 11일  | 헝가리 부다페스트 윌뢰이 우티 스타디온     | 헝가리       | 3–0  | 5–0      | 1927-30년 중부 유럽 선수권 대회 |
| 7  | 1931년 1월 25일  | 이탈리아 볼로냐 당원 경기장                | 프랑스       | 1–0  | 5–0      | 친선경기                        |
| 8  | 1931년 1월 25일  | 이탈리아 볼로냐 당원 경기장                | 프랑스       | 2–0  | 5–0      | 친선경기                        |
| 9  | 1931년 1월 25일  | 이탈리아 볼로냐 당원 경기장                | 프랑스       | 3–0  | 5–0      | 친선경기                        |
| 10 | 1931년 2월 22일  | 이탈리아 밀라노 산 시로                    | 오스트리아   | 1–1  | 2–1      | 1931-32년 중부 유럽 선수권 대회 |
| 11 | 1931년 5월 20일  | 이탈리아 로마 국가 파시스트 국립 경기장    | 스코틀랜드   | 2–0  | 3–0      | 친선경기                        |
| 12 | 1932년 3월 20일  | 오스트리아 빈 프라터슈타디온               | 오스트리아   | 1–0  | 1–2      | 1931-32년 중부 유럽 선수권 대회 |
| 13 | 1932년 11월 27일 | 이탈리아 밀라노 산 시로                    | 헝가리       | 3–1  | 4–2      | 친선경기                        |
| 14 | 1933년 1월 1일   | 이탈리아 볼로냐 당원 경기장                | 독일         | 1–1  | 3–1      | 친선경기                        |
| 15 | 1933년 2월 12일  | 벨기에 브뤼셀 보두앵 국왕 경기장           | 벨기에       | 1–0  | 3–2      | 친선경기                        |
| 16 | 1933년 2월 12일  | 벨기에 브뤼셀 보두앵 국왕 경기장           | 벨기에       | 3–2  | 3–2      | 친선경기                        |
| 17 | 1933년 4월 2일   | 스위스 제네바 샤르미유                     | 스위스       | 3–0  | 3–0      | 1933-35년 중부 유럽 선수권 대회 |
| 18 | 1933년 12월 3일  | 이탈리아 피렌체 시립 경기장                | 스위스       | 1–0  | 5–2      | 1933-35년 중부 유럽 선수권 대회 |
| 19 | 1934년 3월 25일  | 이탈리아 밀라노 산 시로                    | 그리스       | 2–0  | 4–0      | 1934년 월드컵 예선              |
| 20 | 1934년 3월 25일  | 이탈리아 밀라노 산 시로                    | 그리스       | 4–0  | 4–0      | 1934년 월드컵 예선              |
| 21 | 1934년 5월 27일  | 이탈리아 로마 국가 파시스트 국립 경기장    | 미국         | 7–1  | 7–1      | 1934년 월드컵                   |
| 22 | 1934년 6월 1일   | 이탈리아 피렌체 시립 경기장                | 스페인       | 1–0  | 1–0      | 1934년 월드컵                   |
| 23 | 1934년 11월 14일 | 잉글랜드 런던 하이버리                     | 잉글랜드     | 1–3  | 2–3      | 친선경기                        |
| 24 | 1934년 11월 14일 | 잉글랜드 런던 하이버리                     | 잉글랜드     | 2–3  | 2–3      | 친선경기                        |
| 25 | 1934년 12월 9일  | 이탈리아 밀라노 산 시로                    | 헝가리       | 4–2  | 4–2      | 친선경기                        |
| 26 | 1935년 2월 17일  | 이탈리아 로마 국가 파시스트 국립 경기장    | 프랑스       | 1–0  | 2–1      | 친선경기                        |
| 27 | 1935년 2월 17일  | 이탈리아 로마 국가 파시스트 국립 경기장    | 프랑스       | 2–0  | 2–1      | 친선경기                        |
| 28 | 1936년 5월 31일  | 헝가리 부다페스트 훙가리아 쾨루티 스타디온 | 헝가리       | 2–1  | 2–1      | 친선경기                        |
| 29 | 1936년 10월 25일 | 이탈리아 밀라노 산 시로                    | 스위스       | 1–0  | 4–2      | 1936-38년 중부 유럽 선수권 대회 |
| 30 | 1937년 5월 27일  | 노르웨이 오슬로 울레발                     | 노르웨이     | 1–0  | 3–1      | 친선경기                        |
| 31 | 1938년 5월 15일  | 이탈리아 밀라노 산 시로                    | 벨기에       | 1–1  | 6–1      | 친선경기                        |
| 32 | 1938년 5월 22일  | 이탈리아 제노바 루이지 페라리스            | 유고슬라비아 | 3–0  | 4–0      | 친선경기                        |
| 33 | 1938년 6월 16일  | 프랑스 마르세유 벨로드롬                   | 브라질       | 2–0  | 2–1      | 1938년 월드컵                   |

## 수상
인테르나치오날레
- 세리에 A: 1929–30, 1937–38, 1939–40
- 코파 이탈리아: 1938–39

이탈리아
- 월드컵: 1934, 1938
- 중부 유럽 선수권 대회
  - 우승: 1927–30, 1933–35
- 준우승: 1931-32

개인
- 세리에 A 득점왕: 1929–30, 1935–36, 1937–38[48]
- 미트로파컵 득점왕: 1930, 1933, 1936[25]
- 월드컵 최우수 선수: 1934[49]
- 월드컵 대회의 선수단: 1938[50]
- 이탈리아 축구 명예의 전당 헌액(사후 명예): 2011[51]
- 이탈리아 스포츠 명예의 거리 헌액: 2015[52][53]
- 인테르나치오날레 명예의 전당: 2019[54]

## 기타
- 메아차는 해외 구단을 지도한 1세대 이탈리아인 감독으로, 1948-49 시즌에 튀르키예의 베식타시 감독직을 역임했다.
- 인테르나치오날레의 유소년부 감독을 역임하던 시절, 그는 산드로 마촐라를 만났다. 아버지를 잃은 고통에 동병상련을 느낀 메아차는 어린 산드로를 품었고, 인테르나치오날레 입단을 제의했다. 그러나, 이에 대해 논란이 있는데, 메아차는 산드로와 그의 동생 페루초 마촐라를 인테르나치오날레에 입단시켰는데, 당시 인테르나치오날레 선수였던 베니토 "벨레노" 로렌치가 그들의 부친이자 토리노 전설이었던 발렌티노 마촐라와 국가대표팀에서 친분이 있기에 메아차 단독의 공이 아니라고 보는 주장도 있다.
- 메아차는 국제 축구 연맹 패왕의 전당과 이탈리아 축구 명예의 전당에 헌액되었다. 그는 국제축구역사통계연맹과 국제 축구 연맹에서 이탈리아 역대 최고 선수 2위에 올라 있고, 20세기 역대 최고 선수 25인 명단에도 이름을 올리고 있으며, 2015년에는 이탈리아 스포츠 명예의 거리에도 헌액되었다.
- 메아차는 2023년 기준으로 조제 알타피니와 함께 세리에 A 역대 최다 득점 4위에 이름을 올리고 있다.
- 알베르토 조카톨리를 비롯한 다수의 이탈리아 축구 전문가는 그를 이탈리아 역대 최고의 선수로 거론하며, [[실비오 피올라]도 다음과 같이 평했다: "그는 논란의 여지 없이 이탈리아 역대 최고의 선수입니다. 그는 위대한 우리의 상징적인 존재이며, 그를 추켜세워야 합니다."
- 이탈리아 국가대표팀에서 33골을 기록한 메아차는 2023년 기준으로 이탈리아 국가대표팀 역대 최다 득점 2위에 올라 있다. 그의 기록은 루이지 리바가 따라잡았고, 1973년 6월 9일에 브라질과의 경기에서 경신했다. 그날, 메아차는 리바의 골에 다음과 같이 평했다: "리바는 키프로스와 튀르키예와의 경기에서 많은 득점을 올린 좋은 선수입니다. 그래도 제 골이 더 순도가 높았다고 말할 수 있습니다."[55]
- 메아차의 전 소속 두 구단인 인테르나치오날레와 밀란의 안방인 밀라노의 산 시로는 그를 기리기 위해 주세페 메아차 경기장(Stadio Giuseppe Meazza)으로 개칭되었다.[18]